# Artrosis

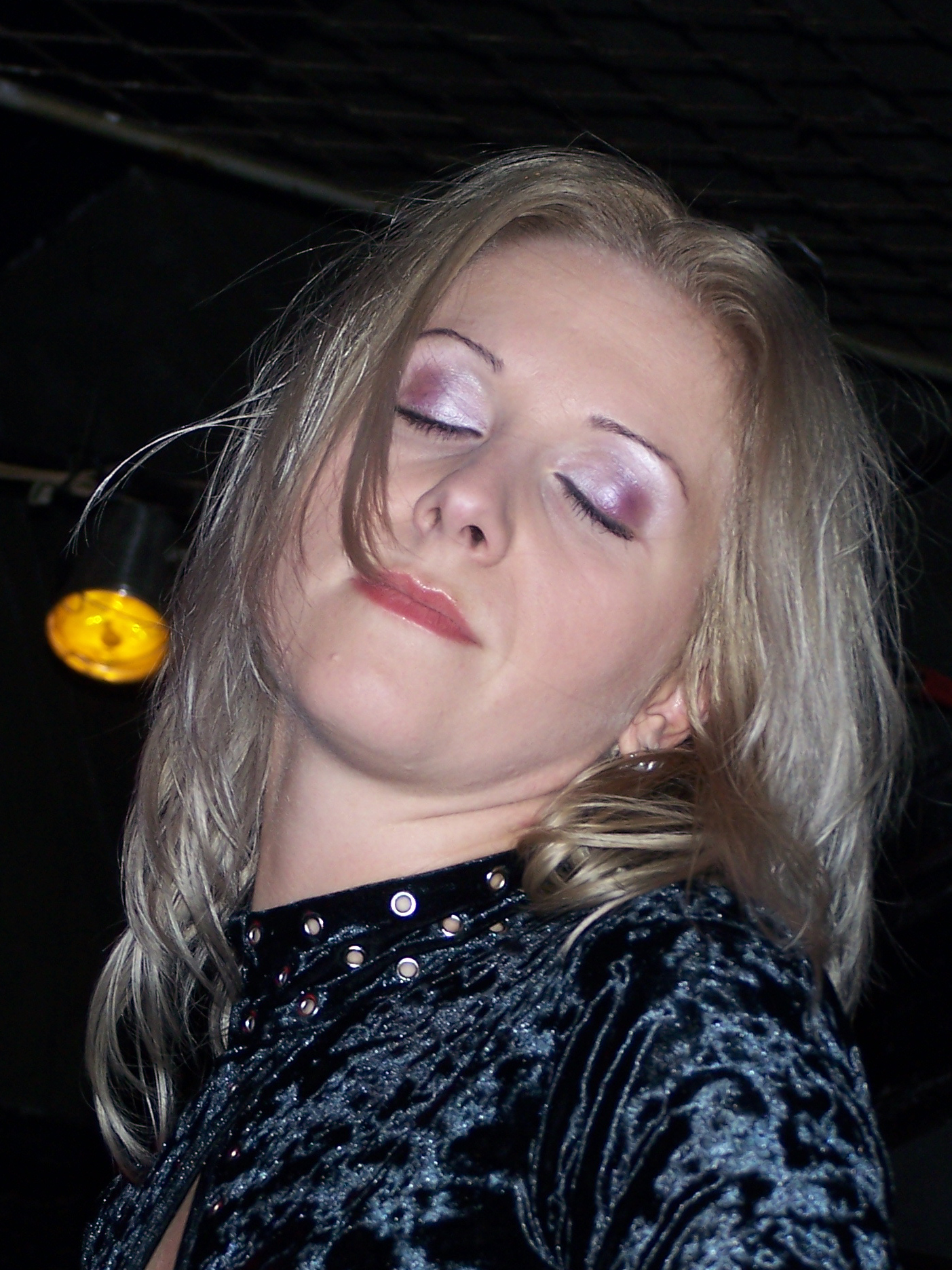
Magdalena Stupkiewicz-Dobosz

Artrosis je polská gothicmetalová skupina založená roku 1995 ve městě Zelená Hora.

## Členové skupiny

### Současní členové
- Magdalena „Medeah“ Stupkiewicz-Dobosz – zpěv (od roku 1995)
- Maciej Niedzielski – klávesy (1995-2005, od roku 2011)
- Rafał „Grunthell” Grunt – kytara (1999-2002, od roku 2011)
- Piotr Milczarek – baskytara (od roku 2011)

### Zakládající členové
- Mariusz „Mario“ Kuszewski (Sacriversum) – kytara (2003-2004)
- Marcin Pendowski – baskytara (1998-2001)
- Krystian „MacKozer“ Kozerawski – kytara (Sacriversum) (2002-2010)
- Remigiusz „Remo“ Mielczarek – baskytara (Sacriversum) (2002-2010)
- Łukasz „Migdał“ Migdalski – klávesy (2005-2010)
- Konrad „Lombardo“ Biczak – bicí (2005-2010)

### Hostující
- Zbigniew Robert „Inferno“ Promiński – bicí (Ukryty Wymiar a W Imie Nocy)
- Magdalena Kogut – housle (Ukryty Wymiar)
- Magdalena Stelmaszyk – housle (Ukryty Wymiar)
- Paweł Słoniowski – baskytara (Ukryty Wymiar)

## Diskografie
- 1996 – Siódma Pieczęć (demo, MC wydanie własne)
- 1997 – Ukryty Wymiar (MC/CD Morbid Noizz Productions)
- 1998 – W Imię Nocy (MC/CD/DG Morbid Noizz Productions)
- 1998 – W Górę (Sp) (CD Morbid Noizz Productions)
- 1998 – Hidden Dimension EP (MC Morbid Noizz Productions)
- 1999 – Pośród Kwiatów I Cieni (MC/CD/DG Metal Mind Productions)
- 1999 – Hidden Dimension (Hall of Sermon Productions)
- 2000 – Live in Kraków (VHS, Metal Mind Productions)
- 2000 – In The Flowers Shade (MC/CD/DG Edycja ANG Metal Mind Productions)
- 2001 – Koncert w Trójce (MC/CD/DG Metal Mind Productions)
- 2001 – Ukryty Wymiar (nové vydání, MC/CD/DG Metal Mind Productions)
- 2001 – W Imię Nocy (nové vydání, MC/CD/DG Metal Mind Productions)
- 2001 – In Nomine Noctis (MC/DG Edycja ANG Metal Mind Productions)
- 2001 – Fetish (MC/CD/DG Edit. POL i ANG: Metal Mind Productions)
- 2002 – Live in Kraków: Among The Flowers And Shadows (DVD Metal Mind Productions)
- 2002 – Melange (CD Edit. POL and ANG: Metal Mind Productions)
- 2006 – Con Trust (CD Mystic Productions)